# 弁慶まつり

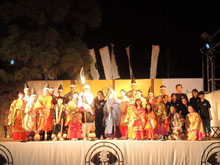
第28回弁慶まつり演劇弁慶伝説

弁慶まつり（べんけいまつり）は、和歌山県田辺市で毎年10月第１金曜日・土曜日に行われる祭。

## 概要
「弁慶まつり」は、武蔵坊弁慶が田辺一帯を統治していた熊野別当の子という伝説から、
昭和62年（1987年）、田辺市観光ビジョン実施計画委員会の提言を受け、「武蔵坊弁慶・熊野水軍出陣800年祭」として始まった和歌山県田辺市の祭である。
第1回目の弁慶役には野球解説者の江本孟紀が、湛増役には当時の生駒啓三・田辺市長が扮し、武蔵坊弁慶熊野水軍出陣行列には、約150名が参加した。
毎年10月第１金曜と土曜において、演劇・弁慶伝説、弁慶ゲタ踊り、鬼若太鼓を軸に、紀州弁慶よさこい踊り、物産テント市など様々なイベントを折りまぜながら開催している。

## 武蔵坊弁慶役

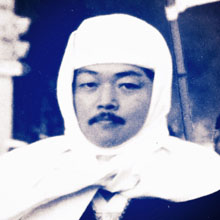
初の市民弁慶役8代目 泉清

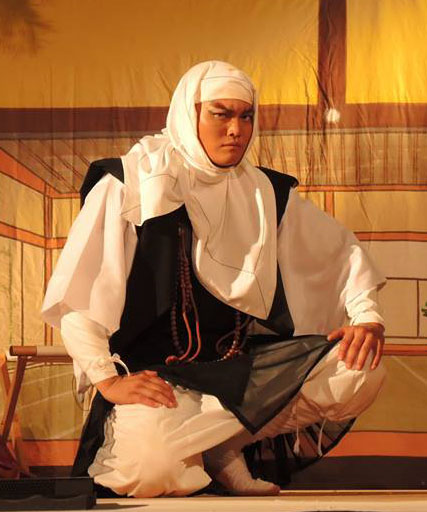
28代目弁慶役の吉本竜兵

初代弁慶役は江本孟紀、2代目小西博之、3代目南方英二、4代目・5代目アントニオ猪木、6代目龍虎孝悦、7代目蔵間龍也が務め、8代目に初めて一般市民である、泉清が弁慶役を務めた。
以降は一般市民から応募を募り、オーディションを経て弁慶役が決定される。

## 演劇弁慶伝説
闘鶏神社に特設舞台を設置し、上演される演劇。

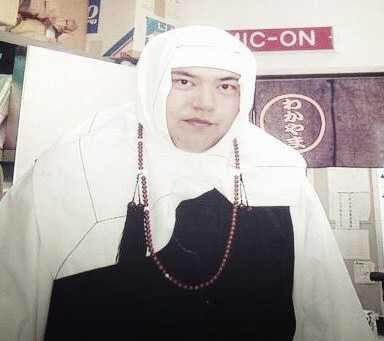
初の演劇で弁慶役を演じた15代目丸山雅之

弁慶誕生から、義経との出会い、玉虫との出会い、源氏と平家の合戦を占う闘鶏、熊野水軍を率いての出陣など武蔵坊弁慶の生涯を劇で再現する。
役者は全て素人の一般市民で、オーディションによって選ばれ、約2か月の練習を経て本番を迎える。
第14回目までは演劇はなく、弁慶一行が街中を練り歩く、武蔵坊弁慶熊野水軍出陣行列が行われていた。
第15回目で初めて演劇が行われ、15代目弁慶役の丸山雅之が、初めて市民役者として舞台に立った。

## 弁慶ゲタ踊り

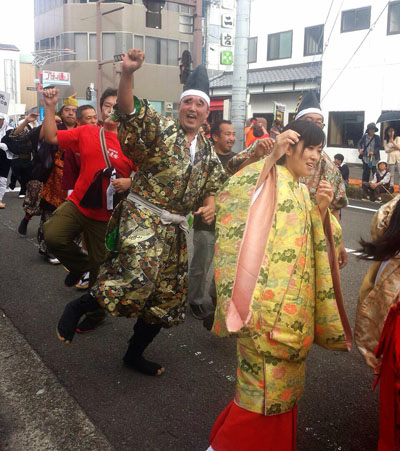
弁慶まつりでゲタ踊りを楽しむ市民

第1回弁慶まつりから続く「弁慶ゲタ踊り」は、紀伊田辺駅から扇ヶ浜海水浴場まで続く大通りを、武蔵坊弁慶をイメージした振り付けと、「ソリャ、ウントコショ！アリャ、ドッコイショ！！」 のかけ声を出しながら練り歩く。 毎年約1000名が参加している。

## 紀州弁慶よさこい踊り
第12回目(平成10年)から始まった紀州弁慶よさこい踊りは、扇ヶ浜会場、 ビーチサイド会場、闘鶏神社会場、アオイ通り会場に分かれて予選が行われ、予選を勝ち抜いたチームが扇ヶ浜会場で最終決戦を行い、優勝チームを決める。
その年の弁慶役が審査員を務める。